# Hans Wicki
Hans Wicki (Luzern, 18 februari 1964) is een Zwitsers politicus voor de Vrijzinnig-Democratische Partij.De Liberalen (FDP/PLR) uit het kanton Nidwalden. Hij zetelt sinds 2015 in de Kantonsraad.

## Biografie

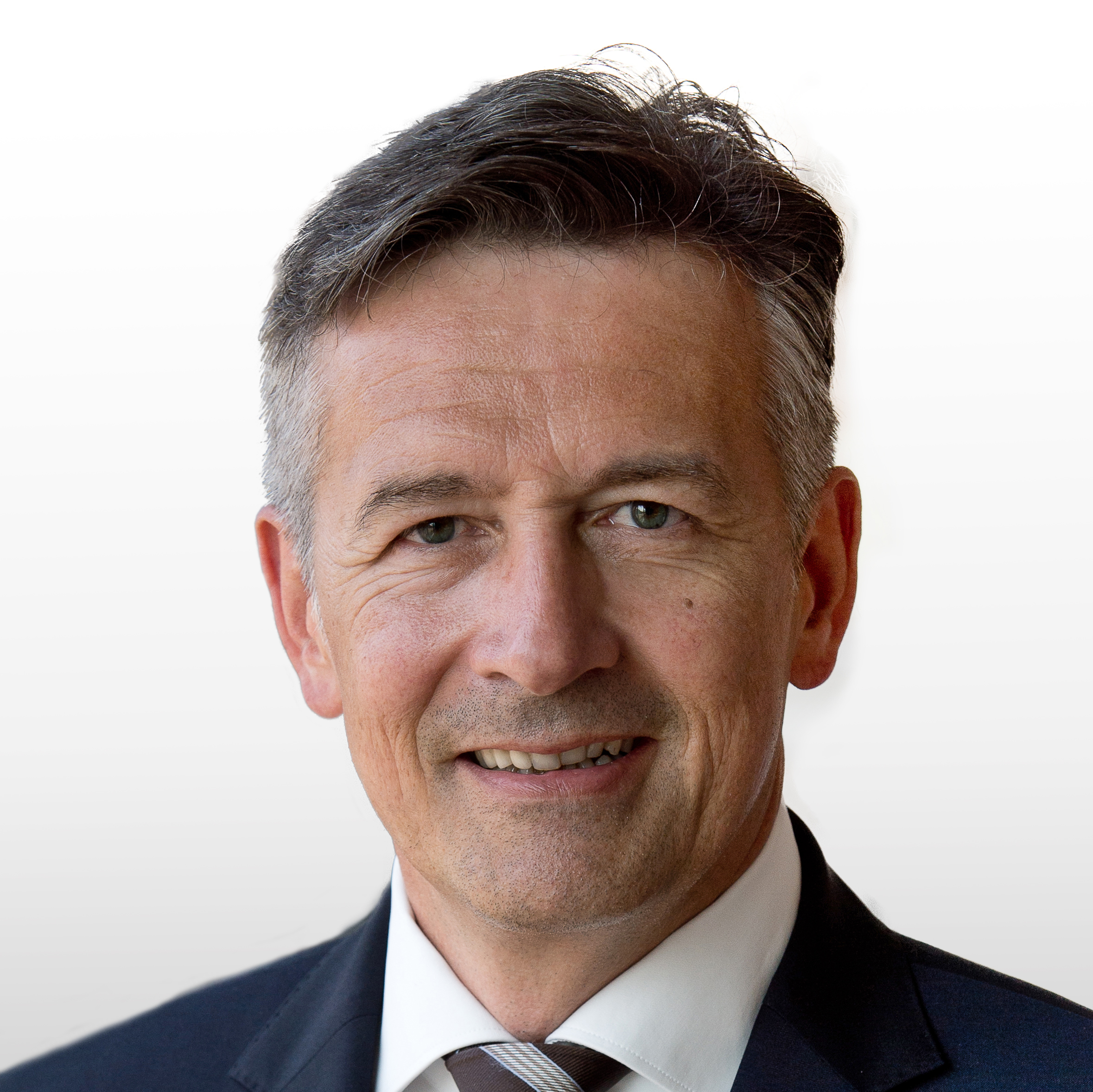
Hans Wicki in 2015.

### Opleiding
Hans Wicki studeerde tussen 1992 en 1997 economie aan de Universiteit van Zürich en werd later actief in de bankensector.

### Kantonnale politiek
Van 2000 tot 2010 zetelde hij in het gemeentebestuur van Hergiswil, waarvan hij van 2006 tot 2010 voorzitter was. In 2010 werd hij lid van de Regeringsraad van Nidwalden, de kantonnale regering, waar hij de bevoegdheid van openbare werken kreeg. In de periode 2014-2015 was hij plaatsvervangend Landammann (Landesstatthalter), om vervolgens in de periode 2015-2016 de functie van Landammann (regeringsleider) op zich te nemen.

### Federale politiek
Bij de federale parlementsverkiezingen van 18 oktober 2015 werd Wicki verkozen in de Kantonsraad.
Nadat zijn partijgenoot Johann Schneider-Ammann zijn vertrek uit de Bondsraad aankondigde, stelde Wicki zich op 17 oktober 2019 kandidaat om hem op te volgen. Bij de verkiezing van de opvolger van Schneider-Ammann op 5 december 2018 verkoos de Bondsvergadering echter reeds in de eerste ronde zijn concurrente Karin Keller-Sutter als Bondsraadslid met 154 van de 237 uitgebrachte stemmen, tegenover 56 stemmen voor Wicki.
Bij de federale parlementsverkiezingen van 20 oktober 2019 werd Wicki bij gebrek aan tegenkandidaten stilzwijgend herverkozen in de Kantonsraad.